# 基納巴盧巨型蚯蚓
基納巴盧巨型蚯蚓(学名:Pheretima darnleiensis)，又稱基納巴盧巨型蚯蚓、婆羅洲藍蚯蚓，是一種灰藍色的蚯蚓，長70cm，分布在菲律賓群島、婆羅洲和馬來西亞周圍島嶼和新幾內亞，斐濟和加罗林群岛。
牠們生活在海拔3,000米高地的鬆軟泥中，而牠們的天敵是基納巴盧巨红蛭(後者以牠們為食)。